# Café écossais

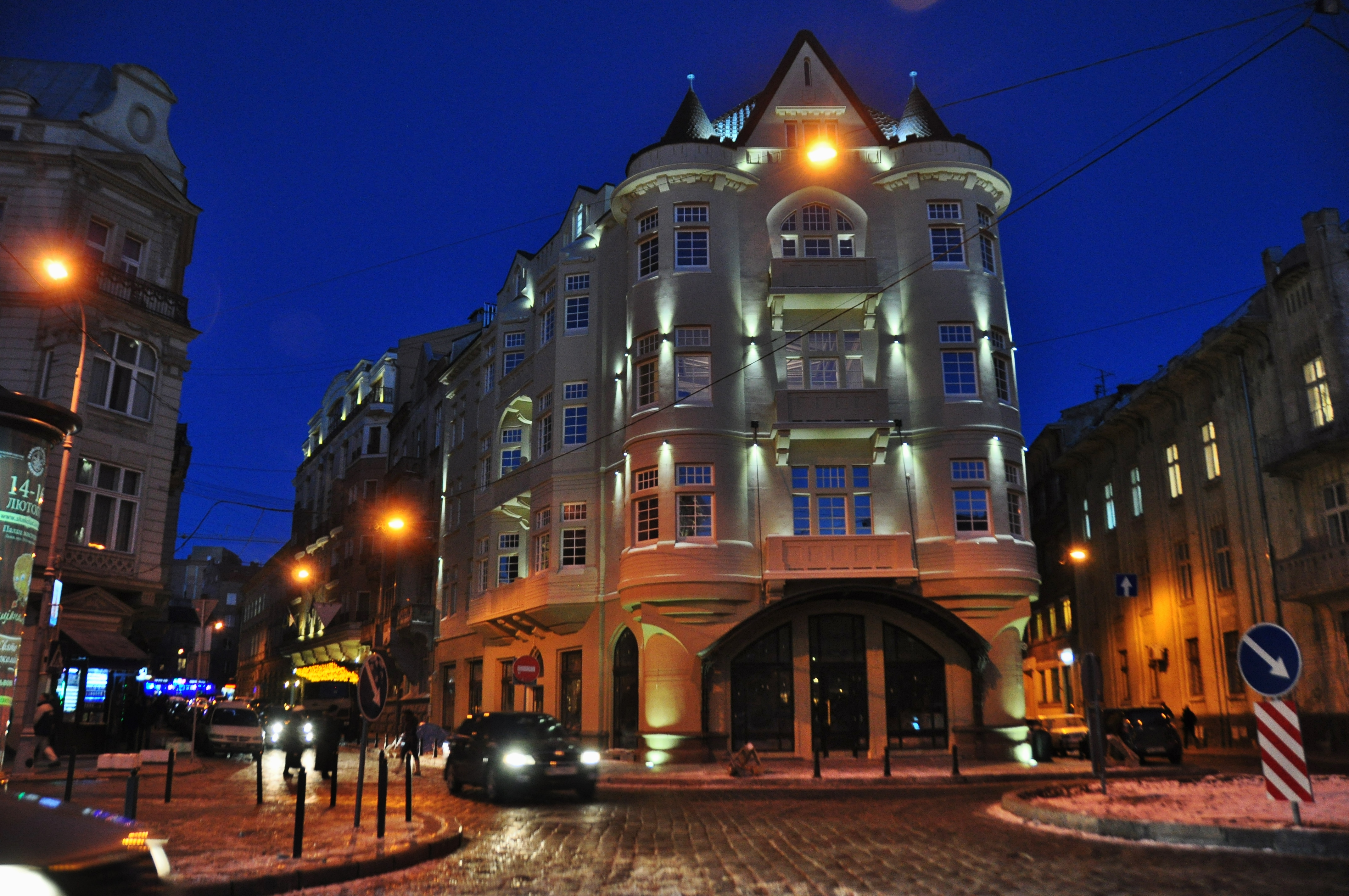
Immeuble du Café écossais.

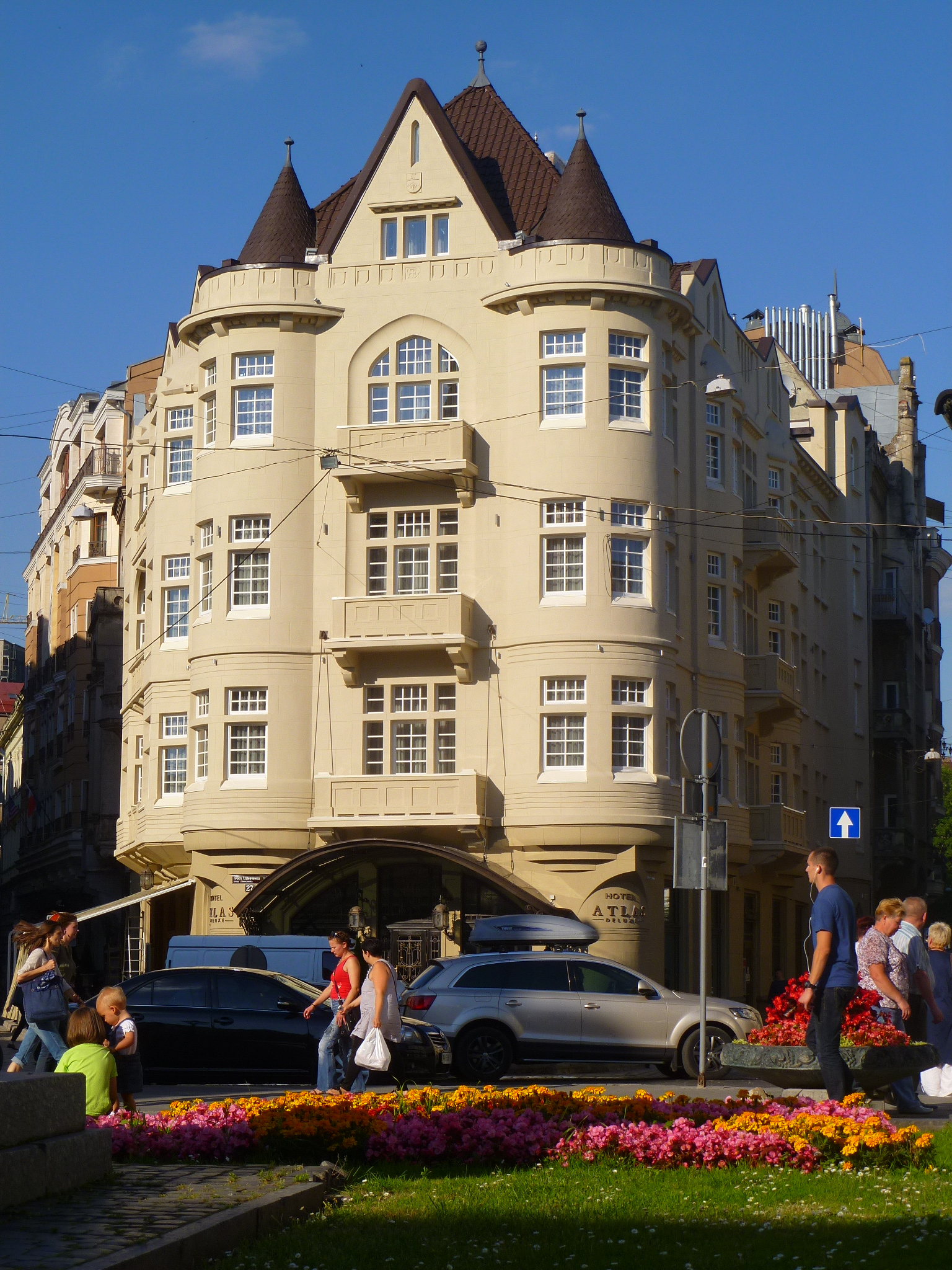
Le café écossais abrite aujourd'hui l'hôtel de luxe Atlas.

Le Café écossais (polonais : Kawiarnia Szkocka) est un café  de Lwów (aujourd'hui Lviv), d'architecture baroque. Fréquenté par les étudiants, il est célèbre parce que, dans les années 1930 et 1940 s’y sont réunis régulièrement  des mathématiciens liés à l'École mathématique de Lwów, qui passaient leurs soirées à discuter de problèmes mathématiques, en particulier d’analyse fonctionnelle. 
Le décor du Café  était d’inspiration viennoise. Stanislaw Ulam a rapporté que la partie supérieure des tables était en marbre, ainsi les participants pouvaient écrire directement sur ces tables avec un crayon. Pour éviter que ces travaux soient perdus à tout jamais, Łucja Banach, l'épouse de Stefan Banach leur suggéra de rapporter leurs écrits dans un cahier, qui est connu aujourd'hui sous le nom de Livre écossais. Ce cahier qui contient une collection de problèmes résolus, non résolus, et indécidables restait au Café et pouvait être emprunté par n'importe lequel des participants. Les problèmes résolus les plus ardus étaient en général récompensés par un prix de choix, comme une bouteille de Brandy par exemple, ce qui était exceptionnel à cette époque de récession économique.

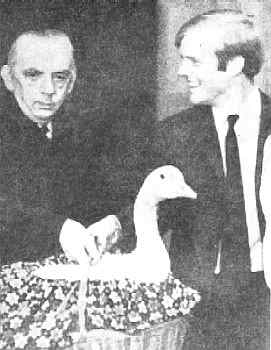
Remise du prix en 1973 pour la résolution du problème n° 153.

Quant au problème 153 exposé le 6 novembre 1936 dans le Livre écossais par Stanisław Mazur, il fut résolu 36 années après son énoncé, par Per Enflo en 1972 ; Stanisław Mazur ayant promis une oie vivante, il la remit à Enflo lors d'une cérémonie diffusée dans toute la Pologne.
Outre Stanislaw Ulam, Stanisław Mazur, Stefan Banach,  les mathématiciens polonais qui ont écrit des problèmes dans le Livre écossais incluaient  Stanisław Saks, Stanisław Ruziewicz, Władysław Orlicz, Juliusz Schauder, Herman Auerbach, Hugo Steinhaus, Samuel Eilenberg, etc. Des participants étrangers y apparaissent aussi, comme Maurice Fréchet, Joseph Kampé de Fériet ou Sergueï Sobolev. Selon Hugo Steinhaus, qui se souvient en 1960 : « La table la plus importante du café fut celle de Banach, Mazur et Ulam ».
Un recueil de poèmes intitulé The Scottish Café a été consacré au groupe par la poétesse Susan Case ; d'autre part, il est évoqué dans le livre de Daniel Mendelsohn, Les Disparus. 
Le Café écossais rouvre en 2014 au sein de l'hôtel de luxe Atlas, après avoir été transformé pendant un temps en « Desertniy Bar » et avoir abrité la banque Universal. Il a non seulement repris son nom initial, mais son propriétaire actuel a réussi à retrouver le Cahier écossais, dont une copie est montrée aux visiteurs, qui peuvent ajouter des problèmes de mathématiques.